# SC Hakoah Wien
Der SC Hakoah Wien (hebräisch הַכֹּחַ וִינָה ha-Koach Winah, deutsch ‚die Kraft Wien‘) ist ein jüdischer Sportverein in Wien, der ursprünglich zur „Pflege des Fussballspieles, der Leicht- und Schwer-Athletik, des Winter- und Wasser-Sportes“ gegründet wurde. Beheimatet ist der 1909 gegründete SC Hakoah Wien in der Wiener Krieau. Nach dem Anschluss Österreichs 1938 zerschlugen die Nationalsozialisten den Verein, dessen Mitglieder sie verfolgten. Nach Ende des Zweiten Weltkrieges wurde der Verein reaktiviert. Er besteht heute aus den Sektionen Basketball, Karate, Schwimmen, Touristik und Skiclub, Tennis, Tischtennis, Boxen, Judo, Ringen und Wandern. In der Geschichte des Vereins gab es auch Sektionen für Fußball, Fechten, Hockey, Leichtathletik, Eishockey, Handball, Schach und Wasserball.
Der SC Hakoah Wien zählte zur Zeit der Ersten Republik zu den stärksten Fußballvereinen Österreichs. So konnte Hakoah 1923 als erster kontinentaleuropäischer Verein mit dem FA-Cup-Finalisten West Ham United einen englischen Fußballverein auswärts schlagen und wurde unter Kapitän Maxl Scheuer – er wurde später von den Nationalsozialisten ermordet – 1925 erster österreichischer Meister im Profifußball. Aber auch die Schwimmsektion sowie die Ringer hatten beachtliche Erfolge. Sie holten jeweils zwei Medaillen bei Europameisterschaften und den Olympischen Spielen.

## Überblick und aktueller Amateursport
Die Wiener Hakoah ist durch ihre Erfolge in der Zwischenkriegszeit bis zu ihrer Zerschlagung bekannt geworden. In dieser Zeit versuchten Mäzene und Sponsoren, den Fußballklub auch für außersportliche Ziele dienstbar zu machen: Als öffentliches Demonstrationsmittel jüdischen Selbstbewusstseins konnte sich der Verein auf eine enthusiastische Anhängerschaft stützen. Die ursprüngliche zionistische Ausrichtung des Vereins wurde bei der Neugründung 1945 aufgegeben. Zurzeit ist der Klub im Mannschaftssport im Basketball in der 1. Klasse Wien (Herren) vertreten und bietet die Individualsportarten Karate, Schwimmen, Tennis und Tischtennis an.
Nachdem im „Washingtoner Abkommen“ 2001 die teilweise Rückgabe und Renovierung des ehemaligen Geländes des jüdischen Sportvereins in der Krieau festgelegt wurde, wurde 2005 ein Teil des ursprünglichen Platzes im Wiener Prater restituiert. Am 11. Dezember 2006 fand die Grundsteinlegung für das neue Hakoah-Sportzentrum statt, die Rohbaugleichenfeier erfolgte am 16. Mai 2007. Am 11. März 2008 wurde das Karl-Haber-Sportzentrum auf einem Drittel des einstigen Areals eröffnet, 70 Jahre nach der Beschlagnahmung durch die Nationalsozialisten. 500 Ehrengäste, darunter der Bürgermeister Wiens und der österreichische Bundeskanzler, waren anwesend. Der Namensgeber des Stadions, der Spitzensportler Karl Haber, versuchte nach dem Zweiten Weltkrieg erfolglos, die beschlagnahmten Immobilien der Hakoah zurückzubekommen. Dessen Sohn Paul Haber ist nun Präsident der Hakoah Wien und kommentierte die Eröffnung mit den Worten „Vor 70 Jahren wurde der Verein von der SA zerschlagen. Aber das Dritte Reich ist untergegangen – und die Hakoah lebt!“

## Geschichte der Hakoah-Fußballer

### 1909–1911: Gründung und Anfangsjahre
Der SC Hakoah Wien wurde von jüdischen Studenten ins Leben gerufen mit der Zielsetzung, einen Sportklub zu gründen, „der der jüdischen Jugend die Möglichkeit bieten sollte, körperliche Uebungen zu treiben und als bewusste Juden in den sportlichen Kampf mit anderen Vereinen zu treten.“ Als Anstoß zur Gründung der Hakoah wird das Gastspiel des jüdischen Vereins Vívó és Atlétikai Club aus Budapest am 23. Mai 1909 in Wien gesehen, der gegen die zweite Mannschaft des Vienna Cricket and Football-Clubs antrat. Lipott Weiß, der damalige Leiter der „Vívó“, ermunterte die jüdischen Studenten zur Bildung eines eigenen Vereins und wurde auch Gründungsmitglied. Unter der Führung David Weinbergers wurde schließlich am 16. September 1909 in den Räumen der „Lese- und Redehalle jüdischer Hochschüler“ in der Hörlgasse am Wiener Alsergrund die konstituierende Generalversammlung abgehalten. Als erster Präsident wurde der Rechtsanwalt und Schriftsteller Fritz Löhner gewählt. Der neue Verein bestritt sein erstes Spiel gegen die „Vívó“ und trat nach einigen weiteren Freundschaftsspielen in der Winterpause der Saison 1909/10 dem Österreichischen Fußball-Verband bei. Das erste Verbandsspiel bestritten die Blauweißen, wie die Mannschaft bald nach ihrer Dressfarbe genannt wurde, gegen die Floridsdorfer Columbia; es endete 0:10.
Zu einer kleinen Lokalrivalität entwickelte sich bald das Duell mit dem Sportklub 1908, der ebenfalls fast zur Gänze aus jüdischen Spielern bestand und seine Spiele gleichermaßen im Wiener Inundationsgebiet austrug. Er war zwar der Hakoah meist überlegen, dennoch schloss sich ein Großteil seiner Spieler 1910 den Blauweißen an, was für den Verein eine erhebliche Verbesserung der Spielstärke bedeutete. Nach dem Beitritt zum ÖFV nahm der Verein in der Saison 1910/11 erstmals an einer Meisterschaftsrunde teil. Als Liganeuling begann er in der niedrigsten Spielklasse, der II. C-Klasse, die damals die vierte Spielstufe im österreichischen Fußball darstellte. In ihrem ersten Spieljahr nahm die Hakoah zwar noch keine bedeutende Rolle in der II. C-Klasse ein; da sich aber mehrere Vereine höherer Spielstufen auflösten oder ihren Spielbetrieb einstellten, wurde den Blauweißen am Saisonende der Aufstieg in die II. B-Klasse gewährt. Ab dieser Saison trennte sich die Geschichte der Fußballer vom Gesamtverein. Hatten sie bislang die einzige Sektion gebildet, beschloss der Klub, mit den Schwimmern und den Leichtathleten weitere Sektionen einzuführen und ließ bald zahlreiche weitere folgen. Die Fußballer wurden allerdings als eigenständiger Verein weitergeführt, der eine enge Bindung zu den anderen Sportarten unterhielt.

### 1911–1918: Aufstiege und Erster Weltkrieg
Nachdem der Verein aus der vierten Klasse aufgestiegen war, belegte die Hakoah in der neuen Spielstufe 1911/12 den dritten Platz, hinter dem FC Sturm 07 und dem Rennweger SV. Zu Saisonbeginn hatte der Verein seinen ersten eigenen Fußballplatz, den Birner-Platz in Floridsdorf bezogen. Der Aufstieg in die II. A-Klasse sollte bereits 1913 gelingen. Die Hakoah kämpfte lange Zeit nur mit dem SK Admira Wien um den Aufstieg in die zweithöchste Spielklasse, musste sich letztlich aufgrund des schlechteren Torverhältnisses geschlagen geben. Da nicht alle Vereine zu den letzten Spielen antraten und diese somit 3:0 strafverifiziert wurden, war das Endbild allerdings verzogen, sodass der ÖFV nach Nachfrage auch der Hakoah den Aufstieg gewährte. In der zweiten Spielstufe angelangt entwickelte sich neben der Admira der SC Wacker Wien zum schärfsten Konkurrenten der Hakoahner. Nach einer für den Verein sehr guten Hinrunde in der Saison 1913/14 stand die Hakoah-Mannschaft am Wackerplatz in der Edelsinnsstraße den Meidlingern im entscheidenden Spiel um den Herbstmeistertitel gegenüber. Die Blauweißen siegten überraschend in dem „denkwürdigen Spiel“ mit 2:0, wobei insbesondere Tormann Willy Halpern glänzte, der zwei Elfmeter von Franz Twaroch parierte. Dieser war zum damaligen Zeitpunkt Stürmer der Nationalmannschaft gewesen.
Die Hakoah hatten somit als Herbstmeister gute Chancen, den Sprung in die höchste österreichische Liga zu schaffen. Nach einer schwächeren Rückrunde rutschte der Klub allerdings noch auf Platz drei zum Saisonende ab. Der Ausbruch des Ersten Weltkrieges im Sommer 1914 zwang die Hakoahner vorerst, den Spielbetrieb einzustellen und sich von der Meisterschaft zurückzuziehen. Zahlreiche Spieler der Kampfmannschaft wurden als Soldaten einberufen, so dass auch zeitweise Angehörige der Schwimm- oder Leichtathletiksektion in der Mannschaft bei Freundschaftsspielen zum Einsatz kamen. 1916 entschloss sich die Vereinsleitung, unter Arthur Baar in den Meisterschaftsbetrieb einzusteigen. Die Hakoah belegte in der zweiten Spielstufe sogar 1917 auf Anhieb den zweiten Platz hinter dem SC Donaustadt. Am 15. Juli 1917 durfte Tormann Willy Halpern sogar als erster Hakoahner ein Länderspiel für Österreich gegen Ungarn bestreiten.

### 1918–1920: Die Hakoah wird erstklassig
Zum Kader gehörte von 1918 bis 1921 als Mittelfeldspieler auch der spätere Journalist und Schriftsteller Kurt Juhn.

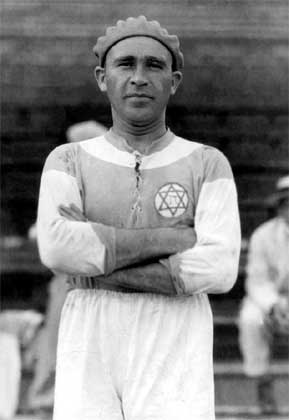
Star der Vereinsgeschichte:Bela Guttmann (1925)

Nachdem sich die Blauweißen mit einem siebenten und einem vierten Platze zweimal im Mittelfeld der Tabelle platziert hatten, wollte der Verein in der ersten Friedensmeisterschaft 1919/20 den Aufstieg in die erste Klasse schaffen. Unter dem prominenten Trainer Gustl Huber entwickelte sich bald ein Duell mit der Schwechater Germania um den Aufstiegsplatz. Das entscheidende Aufeinandertreffen der beiden Teams in die Hinrunde brachte trotz eisiger Kälte am 14. Dezember 1919 mit 15.000 Fans einen neuen Zuschauerrekord in der zweiten Liga. Hakoah siegte mit Toren von Isidor Gansl und Max Grünfeld 2:1 über die Niederösterreicher und war somit ungeschlagen Herbstmeister. Auch in der Rückrunde konnte die Hakoah gegen Schwechat 2:1 siegreich bleiben und sonst nur ein einziges Mal vom Ottakringer SC besiegt werden. Der jüdische Sportklub war erstklassig geworden. Im neuen Cup-Wettbewerb erreichte der Verein das Halbfinale, wo er sich erst am 16. Juni 1920 dem Erstligaklub Amateure 1:3 geschlagen geben musste.
Zur Feier dieses Triumphes gab der Verein auch bald unter dem Titel Die Hakoah – Ihr Weg von der vierten in die erste Klass ein eigenes kleines Buch heraus, welches die bisherige Geschichte des Aufstiegs und die Spieler des Fußballvereins beschreibt. Die Haltung gegenüber dem Verein, dem anfangs nicht nur von nichtjüdischen, sondern auch von vielen jüdischen Wienern wenig Sympathie entgegengebracht worden war, hatte sich im Lauf der Jahre stark gewandelt. In dem 1923 herausgegebenen Buch ist zu lesen: „Auch die Gegner mußten die Aufopferung, die tadellose Haltung und vor allem das ehrliche Streben der jüdischen Sportleute anerkennen und allenthalben setzte es sogar Beweise der Sympathie für die Hakoahner ab. Zu den meisten Vereinen entwickelte sich sogar ein freundschaftliches Verhältnis und auch im Verband hatte sich der jüdische Klub über keine Schwierigkeiten mehr zu beklagen.“ Der österreichische Autor Friedrich Torberg beschrieb in seinem Essay „Warum ich stolz darauf bin“ eine bekannte Episode eines Hakoah-Spiels der damaligen Epoche:

„Die Hakoah hatte auf dem Platz des Brigittenauer A.C. zum Frühjahrs-Meisterschaftsspiel gegen die Hausherren anzutreten, die in der Tabelle an vorletzter Stelle lagen, nur einen Punkt vor Vorwärts 06. Wenn die Brigittenauer gegen Hakoah verloren, hatte Vorwärts 06 noch eine Chance, sich vor dem Abstieg in die dritte Klasse zu retten. Infolgedessen erschien der gesamte Vorwärts-Anhang in der Brigittenau, um für Hakoah zu „drucken“. […] Besonders ein an der Barriere lehnender Vorwärts-Anhänger schrie sich die Kehle heiser. Nun pflegt man in solchen Situationen den angefeuerten Spieler beim Namen zu rufen – aber den kannte der Anfeuerer nicht. Und die übliche Bezeichnung, die er für Juden allgemein parat hatte – nämlich ‚Saujud‘, – schien ihm in diesem Augenblick doch nicht recht am Platze. ‚Hoppauf!‘ brüllte er also, und nochmals ‚Hoppauf!‘ – und dann kam ihm eine Erleuchtung. Sein nächster Zuruf lautete: ‚Hoppauf. Herr Jud!‘“

### 1920–1924: Vizemeister und der Sieg über West Ham

Über 30.000 Zuschauer folgten dem Aufruf und sahen am 7. Mai 1922 das erste Meisterschaftsspiel des SC Hakoah im Krieauer Stadion; die Gäste trugen dank Hans Kanhäuser den Sieg davon.

Das Debüt in der ersten Spielklasse für die Hakoah endete mit einem 1:3 gegen den SpC Rudolfshügel. Dank Stürmer Isidor Gansl, der bereits beim WAF in der ersten Liga Erfahrung gesammelt hatte, konnte die Hakoah schon bald ihre ersten Siege feiern: Die Admira, der Sport-Club, Simmering – in diesem Spiel schoss Gansl einen Hattrick – und der WAF wurden geschlagen sowie ein Unentschieden gegen Wacker geholt. Damit war der Liganeuling Hakoah neuer Tabellenführer der österreichischen Meisterschaft. Zum Gipfeltreffen mit dem Serienmeister der vergangenen Jahre, Rapid, kam es am 14. November 1920 vor 25.000 Zuschauern am überfüllten FAC-Platz, was zu einem völligen Zusammenbruch des öffentlichen Verkehrs führte. Die Hakoah ging dank „Isi“ Gansl in Führung, Pepi Uridil schoss letztlich aber noch das 1:1 für Rapid. Die Blauweißen behaupteten ihre Tabellenführung, nach einer schwächeren Rückrunde beendete der Verein seine erste österreichische Meisterschaft auf Rang vier. Der Abwärtstrend nach dem guten Start in die Erste Klasse blieb jedoch nicht bestehen, in der folgenden Saison 1921/22 kämpfte die von Billy Hunter trainierte Hakoah mit dem Wiener Sport-Club aus Dornbach bis zum letzten Spieltag um die österreichische Meisterschaft. Die Blauweißen waren auf eine Niederlage der Dornbacher angewiesen, diesen gelang allerdings ein 1:1-Unentschieden gegen den WAF, so dass die Hakoah sich mit dem Vizemeistertitel begnügen musste. Besonders hervorgehoben in der Hakoah-Chronik wurde der Auswärtssieg in dieser Saison über Titelverteidiger Rapid mit 3:1 auf der Pfarrwiese vor 25.000 Zuschauern. Die Rapidler belegten schließlich den dritten Meisterschaftsrang. In die Rückrunde bezogen die Hakoahner ihr neues eigenes Stadion in der Krieau, welches rund 25.000 Zuschauer fasste und der Mannschaft bald den Spitznamen „Krieauer“ verlieh.
Das Duell gegen den Sport-Club erfuhr in der Saison 1922/23 eine Neuauflage. Zwar belegten die Blauweißen in der Meisterschaft dieses Mal nur den siebenten Rang, im österreichischen Cup erreichte der Verein allerdings das Halbfinale, wo es zum Aufeinandertreffen mit den Dornbachern kam. Das erste Spiel endete 2:2 nach Verlängerung, so dass ein Entscheidungsspiel ausgeschrieben wurde, welches der Sport-Club 2:0 für sich entschied. Zu einem Höhepunkt in der Vereinsgeschichte entwickelten sich die beiden Duelle mit dem englischen FA-Cup-Finalisten und Zweitliga-Vizemeister 1923 West Ham United. Die englischen Fußballvereine genossen auf Grund ihrer Herkunft aus dem „Mutterland des Fußballs“ eine weitgehende Vormachtstellung in Europa. Das erste Duell lockte am 19. Mai 1923 über 40.000 Zuschauer auf die Wiener Hohe Warte, es endete mit einem überraschenden 1:1. Zur Berühmtheit gelangte jedoch das Rückspiel im Upton Park am 4. September 1923. Die Hakoah gewann vollkommen überraschend mit 5:0, was eine bis dato einmalige Niederlage eines englischen Fußballklubs gegen ein „europäisches Gastteam“ bedeutete. Sándor Nemes, der in Österreich den Namen Alexander Neufeld angenommen hatte, gelangen drei Treffer für die Hakoah. Der Artikel des Illustrieren Sportblatts würdigte dieses Spiel als größten Erfolg, den jemals irgendein anderer Wiener oder auch kontinentaler Verein errungen hatte. Der Bericht schloss mit den Worten:

„Heute aber verdient die Hakoah für ihr glänzendes Spiel, für ihren triumphalen Erfolg, der den Wiener Fußballsport mit einem einzigen Schlag in allen Herren Länder berühmt gemacht hat, vorbehaltslosen Dank und Anerkennung.“

### 1924–1927: Erster österreichischer Meister im Profifußball und Amerika-Tournee

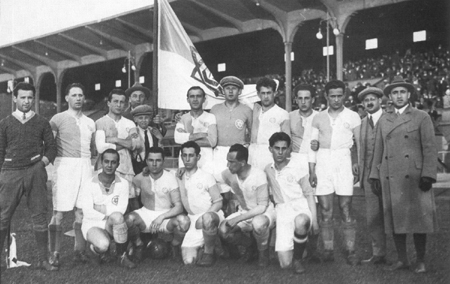
Hakoah Wien 1925 Österreichischer Meister

In der österreichischen Meisterschaft 1923/24 erreichten die Krieauer den sechsten Rang, international stachen besonders die Duelle mit dem damaligen europäischen Spitzenverein Slavia Prag hervor. In Prag konnte der Verein die Slavia 2:1 schlagen, das Rückspiel auf der Hohen Warte ging allerdings mit 2:4 an den tschechoslowakischen Klub. In der folgenden Saison gab es weitreichende Änderungen in der österreichischen Meisterschaft, denn in den beiden höchsten Spielklassen wurde verbindlich der Professionalismus eingeführt. Die Hakoah nahm bald mit Rapid und den Amateuren eine führende Position in der Tabelle ein und konnte sich vor Meisterschaftsende einen kleinen Punktevorsprung herausarbeiten. Das vorentscheidende Spiel um die österreichische Meisterschaft fand für die Hakoah am 6. Juni 1925 gegen den Wiener Sport-Club vor 25.000 Zuschauern auf der Simmeringer Had statt. Jacob Wegner per Freistoß und Moses Häusler brachten die Blauweißen zweimal in Front, doch Otto Höss gelang es in der 75. Minute zum 2:2 auszugleichen. Bei dieser Aktion wurde der Hakoahner Tormann Alexander Fabian schwer an der Schulter verletzt, sodass er seine Position nicht mehr erfüllen konnte. Fabian entschloss sich daher bei den letzten Angriffen seiner Mannschaft mit nach vorne zu gehen und gab auch knapp vor Spielende einen schwachen Schuss ab, der von einem Sport-Clubverteidiger ins Tor abgefälscht wurde. Der Tormann der Hakoah hatte damit seinen Verein zum österreichischen Meistertitel 1925 geschossen. Neben Fabian im Tor zählten zur Meistermannschaft weiters in der Verteidigung Kapitän Maxl Scheuer, Josef Grünfeld und Maximilian Gold, in der Halvesreihe standen Richard Fried, Béla Guttmann und Egon Pollak sowie im Sturm Alexander Neufeld, Ernö Schwarz, Moses Häusler, József Eisenhoffer, Norbert Katz und Max Grünwald. Friedrich Torberg beschrieb die letzten Minuten des meisterschaftsentscheidenden Spiels wie folgt:

„Und dann geschah das Unwahrscheinliche. Der Tormann Fabian, den verletzten Arm in einer Binde, kam aufs Feld zurück, nahm den verlassenen Stürmer-Posten ein, bekam plötzlich den Ball vor die Füße – und schoss fünf Minuten vor Schluss das dritte Goal, das siegbringende, das meisterschaftsentscheidende dritte Goal. Es war die tollste Sensation, die sich denken ließ. Das Publikum raste – der eine Teil aus Begeisterung, der andere aus Wut. Der Amateur-Anhänger vor uns war aufgesprungen, aschfahl, mit aufgerissenem Mund – dann, aus einem besinnungslosen Wutreflex, haute er dem neben ihm jubelnden Hakoah-Anhänger eine fürchterliche Ohrfeige herunter. Der Getroffene sank vom Sitz – zwei meiner Freunde stürzten auf den Übeltäter los, um ihn an Ort und Stelle ‚zu Krenfleisch zu verarbeiten‘ –, aber da ertönte von unten her die flehende Stimme des Getroffenen: ‚Ich bitt Sie, lassen Sie ihn! Er is mein Cousin.‘“

Der Cup des Jahres 1925 wurde erst nach Abschluss der Meisterschaftssaison ausgetragen. Die Hakoah traf im Achtelfinale auf Rapid und konnte am Rapid-Platz mit 5:0 in Führung gehen. Mit Hilfe des Schiedsrichters kamen die Grün-Weißen zwar noch auf 4:5 heran, verloren aber doch. Im Viertelfinale kam es zum Aufeinandertreffen mit den Amateuren, denen mit 6:1 allerdings deutlich die Revanche für die Meisterschaft glückte. In der Liga glückte dem Titelverteidiger nur ein siebenter Rang. In einem internationalen Spiel gegen Slavia Prag konnte der Klub mit einem 6:5-Sieg für Aufsehen sorgen, nachdem er zur Pause noch 1:5 zurückgelegen war. Die folgende Saison 1925/26 stand ganz im Zeichen der großen Amerika-Tournee der Hakoah. So musste der gesamte Spielplan der Meisterschaft angepasst werden, da die Blauweißen bereits zwei Monate früher als alle anderen Vereine ihre Spiele absolviert hatten. Insgesamt zwei Reisen unternahm der Verein in die Vereinigten Staaten, wo er mit großer Begeisterung empfangen wurde. Zuschauerzahlen bei Freundschaftsspielen von bis zu 46.000 Besuchern sollten bis 1977 als Rekord bestehen bleiben und erst von Pelés Mannschaft New York Cosmos gebrochen werden. Der große Erfolg beim Publikum führte allerdings auch dazu, dass mehrere finanzkräftige Investoren des amerikanischen Profifußballs ein Auge auf die Spieler des österreichischen Meisters von 1925 warfen. Insbesondere machten die New Yorker Teams den Spielern finanziell sehr lukrative Angebote, sodass viele den Verein um eine Freigabe ersuchten und diese auch erhielten. Zu den New York Giants wechselten Schwarz, Häusler, Grünfeld, Pollak und Guttmann, den Brooklyn Wanderers schlossen sich Neufeld, Eisenhoffer, Heinrich Schönfeld und Leopold Drucker an. Ihnen folgten 1927 bei einer zweiten Amerika-Tournee Fabian, Wortmann, Gold und Nikolsburger nach. Später trat ein Großteil dieser Spieler gemeinsam für die Hakoah All-Stars auf, die 1929 auch den National Challenge Cup gewinnen konnten.

### 1928–1938: Zwischen Erster und Zweiter Liga
Den Verlust des Gros der Kampfmannschaft der Hakoah binnen so kurzer Zeit vertrug der Verein nur schlecht. Die Hakoah geriet nur zwei Jahre nach ihrem Meistertitel in den Abstiegskampf, auf eigenem Platze mussten sich die Krieauer Rapid in der Meisterschaft sogar 1:9 geschlagen geben. Einziger größerer Erfolg war das Erreichen das Cup-Viertelfinales mit einem 3:1-Sieg über die Austria. Das entscheidende Spiel um den Verbleib in der I. Liga fand am 10. Juni 1928 gegen den WAC statt. Die Hakoah führte zur Pause noch 1:0, verlor allerdings mit 1:4 und stieg damit erstmals in ihrer Vereinsgeschichte ab. Der Abstieg löste eine größere Krise sowie Meinungsverschiedenheiten bei den Funktionären über die Zukunft der Mannschaft aus. In der II. Liga spielte der Absteiger Hakoah seine Gegner jedoch an die Wand. Mit einem Torverhältnis von 104:13 konnten alle 24 Partien gewonnen werden – eine bis heute einmalige Leistung in einer österreichischen Profi-Fußballliga. Die siegverwöhnte Hakoah startete allerdings mit fünf Niederlagen in Serie in die neue I.-Liga-Meisterschaft 1929/30 und lief so vergebens bis zum Saisonende einem Nichtabstiegsplatz hinterher. In der folgenden Zweitligameisterschaft belegte der Verein den zweiten Platz hinter dem Brigittenauer AC, was die Blauweißen ebenso zum erneuten Aufstieg in die I. Liga berechtigte. Trotz eines sportlich gesehen erneut katastrophalen Einstiegs in die Erstligameisterschaft 1931/32 mit nur einem Sieg in der Hinrunde gelang es der Hakoah letztlich, in der höchsten österreichischen Spielklasse zu verbleiben.
Mit Leo Drucker und bald auch Friedrich Donnenfeld stellte der Klub zudem wieder zwei Nationalspieler. So konnten sich die Krieauer 1933 bereits mit dem achten Rang auf einen Mittelfeldplatz verbessern. Im Cup scheiterte man erst im Viertelfinale gegen den BAC nach Verlängerung. Unter Béla Guttmann, der aus Amerika als Trainer zur Hakoah zurückgekehrt war, schaffte der Verein 1934 zum bereits dritten Mal in Folge den Klassenerhalt mit einem zehnten von zwölf Plätzen. Auch 1935 landete die Hakoah auf dem zehnten Platz. Im österreichischen Cup erreichte sie zum ersten Mal seit 1923 das Halbfinale, wo sie sich dem späteren Sieger Austria geschlagen geben musste. Mit neuem Trainer Arthur Kolisch kämpfte der Verein mit dem WAC lange Zeit um den vorletzten Platz und konnte schließlich mit einem 2:2 am 24. Mai 1936 zum letzten Mal den Klassenerhalt in der ersten Liga fixieren. Dieses Spiel sollte allerdings noch ein Nachspiel haben, denn wie sich herausstellte bestach der ehemalige Hakoahner-Obmann Ludwig Alt den Wackertormann mit einer stattlichen Summe von 1.000 Schilling, damit dieser haltbare Bälle passieren ließ. Nach diesem fragwürdigen Klassenerhalt folgte 1937 ein klarer Abstieg, denn die Hakoah gewann in der Folgesaison nur sechs Punkte.

### 1938–1950: Nationalsozialismus und Versuch einer Reaktivierung
Die Hinrunde in der Saison 1937/38 der österreichischen Meisterschaft beendete die Hakoah als Tabellenführer der zweiten Spielstufe und hatte so gute Chancen auf den direkten Wiederaufstieg. Auch in die Rückrunde startete der Verein mit zwei Siegen und einem Unentschieden gut und gewann ebenfalls sein Cup-Spiel. Am 7. März 1938 remisierte der Verein 2:2 gegen den SV Straßenbahn Wien und verteidigte so die Tabellenführung vor dem Floridsdorfer Klub SC Austro Fiat Wien. Anschließend begann das Training für das Cup-Spiel gegen den WAC am 15. März 1938. Inzwischen marschierte die deutsche Wehrmacht in Österreich ein. Bereits einen Tag nach der Annexion Österreichs am 12. März 1938 wurde der Verein zerschlagen, die Hakoah aus allen Ergebnislisten gestrichen und ihre Spiele für ungültig erklärt. Der Fußballplatz der Hakoah wurde pachtweise der SA-Standarte 90 übergeben. Die Mitglieder der Hakoah wurden verfolgt: Viele von ihnen flohen ins Ausland, die meisten nach Palästina. Allein von den Fußballspielern der Hakoah wurden jedoch Oskar Grasgrün, Ernst Horowitz, Josef Kolisch, die Brüder Erwin und Oskar Pollak, Nationalspieler und Kapitän der Meistermannschaft von 1925 Max Scheuer und Ali Schönfeld von den Nationalsozialisten gefangen genommen und ermordet, viele weitere in Konzentrationslager deportiert, in denen die Fußballspieler Fritz Weinberger und Julius Zwickler ihren Tod fanden. Zudem kamen zahlreiche Sportler anderer Sektionen und insbesondere ein Großteil der Funktionäre gewaltsam durch die Nationalsozialisten ums Leben. Diejenigen Spieler, denen die Flucht nach Palästina gelungen war, spielten dort als Hakoah Tel Aviv (הכח תל אביב) weiterhin Fußball. Spielausrüstung erhielt der neue Verein von der Wiener Austria übersandt, so dass man deren Trikotfarbe violett als neue Vereinsfarben übernahm. Der Verein fusionierte in den sechziger Jahren zu Hakoah Amidar Ramat Gan und spielt in der Saison 2018/19 in der dritthöchsten israelischen Spielklasse. 1965 und 1973 wurde er israelischer Meister, 1969 und 1971 Cupsieger.
Am 13. April 1945 wurde Wien von der Roten Armee erobert. Von den einst 200.000 Wiener Juden hatten nur 6.000 überlebt. Dennoch traten bereits am 10. Juni 1945 überlebende Hakoah-Mitglieder in einer Generalversammlung zusammen, in der unter Kurt Platzek die Reaktivierung der Fußballsektion beschlossen wurde. Der ebenfalls reaktivierte ÖFB sprach den Fußballern einen Startplatz in der 2. Klasse zu, in der sie 1938 ihr letztes Spiel bestritten hatten. Dem neuen Verein griffen insbesondere die Erstligaklubs SC Wacker Wien, WAC und FC Wien unter die Arme, indem sie mehrere Spieler dem Verein bedingungslos freigaben. Unter ihnen war auch der später berühmt gewordene Trainer Karl Schlechta. So spielte der Verein in der Saison 1945/46 lange Zeit um die Rückkehr in die höchste österreichische Liga mit, beendete die 2. Klasse als Zweiter drei Punkte hinter SC Hochstädt. Die Hakoah konnte aber ihre guten Spieler nicht halten; im Folgejahr 1947 wurde der Klub nur noch 10. und stieg 1948 schließlich mit nur einem Sieg in 26 Spielen in die Drittklassigkeit ab. Um sich zumindest in dieser Spielstufe festzusetzen, entschloss sich die sportliche Leitung des Klubs, auch nichtjüdische Spieler in die Mannschaft aufzunehmen, was große Differenzen innerhalb des Vereins hervorrief. Nach einem erneuten Abstieg kam 1950 mit der Auflösung das endgültige Ende des einstigen österreichischen Meisters.
2006 befasste sich der US-amerikanische Autor Franklin Foer in seinem Werk Wie man mit Fußball die Welt erklärt ausführlich mit dem SC Hakoah Wien der Zwischenkriegszeit.

## Stadion und Plätze
Die Wiener Hakoah trug ihre ersten Spiele auf einer uneingefriedeten Wiese im Wiener Inundationsgebiet aus. So musste vor dem Spielbeginn das Spielfeld mit Kalk und Bürsten markiert werden, die Torstangen waren in einem kleinen Fischergasthaus deponiert, dessen Vorratskammer gleichermaßen als Umkleidekabine herhalten mussten. Mit dem Aufstieg in die II. B-Klasse wurde auch ein neuer Platz in Anspruch genommen. Die Hakoah trat als Untermieter des Vienna Cricket and Football-Clubs auf, der den Blauweißen seinen Trainingsplatz wie Kabinen und Waschräume zur Verfügung stellte. Ihren ersten eigenen Sportplatz bezogen die Hakoahner 1911. Nachdem der Floridsdorfer Birner-Platz vom jüdischen Verein SC Liverpool Wien auf Grund ausständiger Mieten geräumt werden musste, zog der Fußballklub als neuer Mieter ein. Es folgte ein wesentlicher Umbau, bei dem der alte Platz neu hergerichtet wurde. So wurden unter anderem auch ein Wasch- und Duschhäuschen sowie eine Platzmeisterhütte gebaut. Mit den Erfolgen in der zweiten Spielklasse wurde der Platz allerdings bald zu klein für die hohen Zuschauerzahlen der Hakoah, sodass der Verein seine Spiele meist bei der Vienna auf der Hohen Warte oder beim FAC in Floridsdorf austragen ließ. In Floridsdorf wollte die Hakoah auch ihr eigenes Stadion bauen, was vom dortigen SPÖ-Bezirksvorsteher aber verhindert wurde.
Mit Hilfe des Gemeinderatabgeordneten Leopold Plaschkes konnte schließlich ein Grundstück in der Wiener Krieau für den Stadionbau in Besitz genommen werden. Plaschkes verhalf dem Verein sogar zu einer Straßenbahnlinie, die den Sportplatz an das Stadtzentrum anschloss. Der Krieauer Sportplatz, wie er benannt wurde, konnte schließlich im Frühjahr 1922 eröffnet werden. Er besaß 5.000 Sitzplätze und weitere 20.000 Stehplätze. 1938 wurde das Stadion beschlagnahmt, der SA-Standarte 90 übergeben und in weiterer Folge vollkommen zerstört. Nach Kriegsende wurde der Hakoah wieder der Cricketer-Platz zugewiesen, wo der Verein seine letzten Spiele austrug.

## Bekannte Spieler

### Nationalspieler
| Österreich - Friedrich Donnenfeld - Leopold Drucker - Otto Fischer - Richard Fried - Maximilian Gold - Max Grünwald - Wilhelm Halpern | - Moses Häusler - Norbert Katz - Alexander Neufeld - Egon Pollak - Max Scheuer - Siegfried Wortmann | Ungarn - Béla Guttmann - József Eisenhoffer - Sándor Nemes - Rezső Nikolsburger - Dezső Grósz - Ernö Schwarz | Rumänien - Isidor Gansl Frankreich - Edmond Weiskopf |

### Weitere bekannte Spieler
| - Alexander Fabian (Ungarn) | - Josef Grünfeld (Deutsches Reich) | - Karl Schlechta (Österreich) |

## Erfolge
Österreichische Meisterschaft
- 1 × Österreichischer Meister: 1925.
- 1 × Österreichischer Vizemeister: 1922.
- 2 × Österreichischer Zweitligameister: 1920, 1929 (nur Siege)

## Weitere Sektionen

### Schwimmsektion

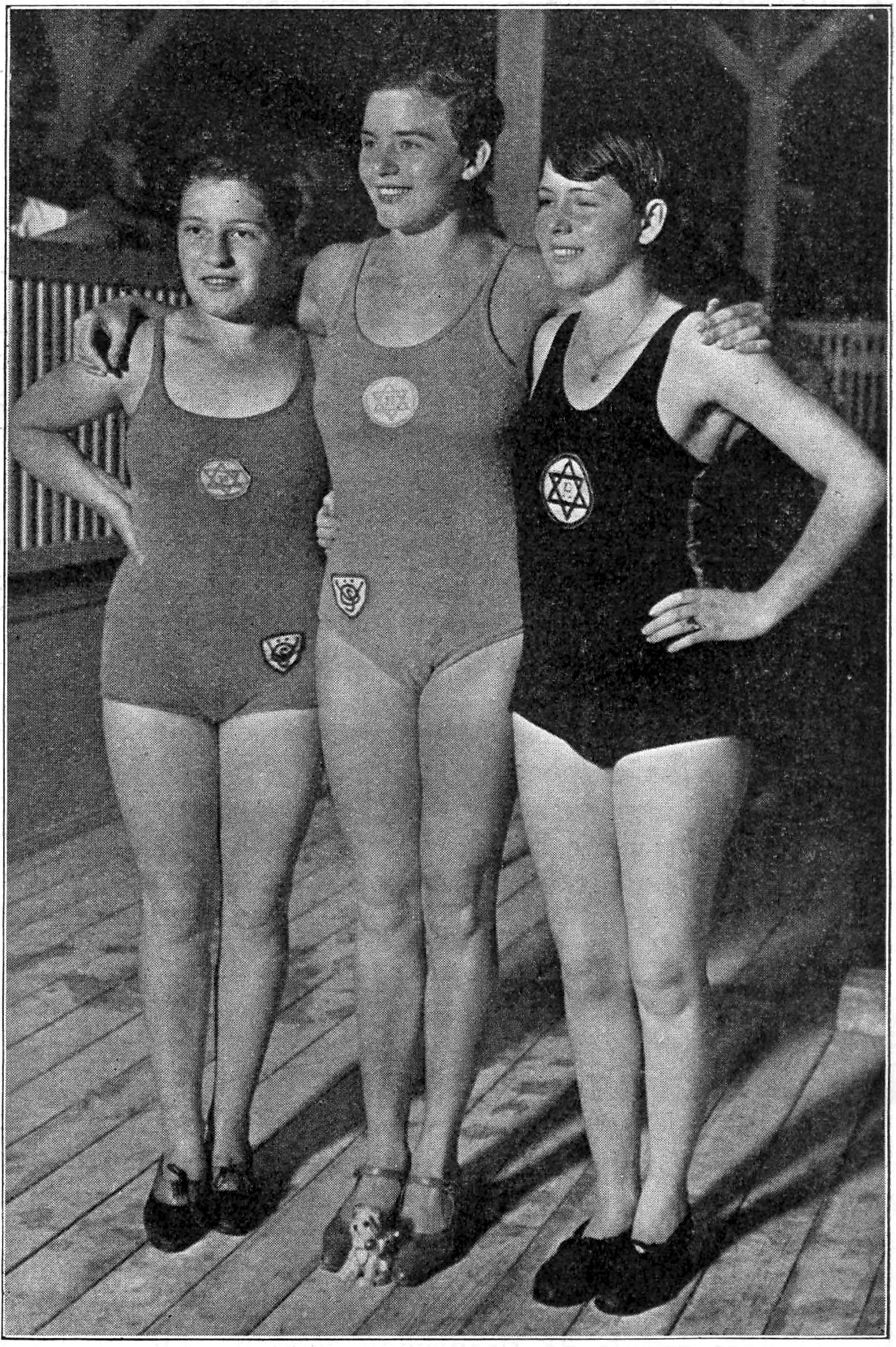
Schwimmerinnen Fritzi Löwy, Hedy Bienenfeld und Idy Kohn (1927)

Neben den Fußballern machte sich insbesondere die Schwimmsektion der Hakaoh einen Namen. Sie wurde allerdings, im Gegensatz zu ersteren, besonders stark mit antisemitischen Anfeindungen und systematischen Benachteiligungen bedacht. Insbesondere mit dem deutschnationalen Verein EWASK, dem 1888 behördlich genehmigten Ersten Wiener Amateur-Schwimmclub, kam es zu zahllosen Auseinandersetzungen. Gegründet wurde die Abteilung im Winter 1910/11 und anfangs von Siegmund Deutsch betreut. Als erstes Schwimmbecken diente das Beatrixbad (Linke Bahngasse 9, Landstraße). 1912 trat erstmals die Wasserballmannschaft zusammen. 1914 wurde das erste eigene Schwimmmeeting im Hietzinger Strandbad durchgeführt. Nach dem Ersten Weltkrieg kam es zum Aufschwung der Sektion, bedingt auch durch die Eröffnung des eigenen Sommerbades in der Kuchelau. Ein bekanntes Mannschaftsmitglied war in dieser Zeit der Journalist und Schriftsteller Friedrich Torberg. Walter Arnold war es schließlich, der 1924 im Kunstspringen als erster Hakoahner österreichischer Meister werden konnte.
Die Wasserballer wurden 1926 erstmals österreichischer Meister, ein Titel, der 1927 und 1928 erfolgreich verteidigt werden konnte. Berühmtester Spieler war Kapitän Georg Flesch, der als Stürmer auch 33 Länderspiele für die österreichische Nationalmannschaft absolvierte und dabei unter anderem den dritten Platz bei der Europameisterschaft 1931 in Paris erreichte. Die bekanntesten Schwimmer der Hakoah waren Hedy Bienenfeld und Fritzi Löwy. Bienenfeld war lange Zeit die stärkste Brustschwimmerin Österreichs, gewann zahlreiche Meistertitel und konnte bei der Europameisterschaft 1927 eine Bronzemedaille gewinnen. Löwy konnte im Freistil 25 Meisterschaften gewinnen und holte 1927 in Bologna ebenfalls Bronze. In ihre Fußstapfen trat Judith Deutsch, die mit 15 Jahren bereits österreichische Meisterin im Freistil über 400 Meter und 1935 zur Österreichischen Sportlerin des Jahres gewählt wurde. Nachdem sie sich jedoch weigerte, an den Olympischen Spielen 1936 in Deutschland teilzunehmen, wurde sie vom Verband für zwei Jahre gesperrt.

### Ringer
Auch die Ringersektion verdankt ihre Gründung Siegmund Deutsch. Sie wurde 1912 ins Leben gerufen. Die ersten Trainings wurden im Turnsaal der Talmud Thorah Schule abgehalten. Berühmtester Sportler der Abteilung war Nikolaus Hirschl. Er nahm auch an den Olympischen Spielen 1932 in Los Angeles teil, wo er jeweils im Schwergewicht die Bronzemedaille im griechisch-römischen Stil sowie im Freistil für Österreich gewann. Die Ringer der Hakoah waren überdies auch als Schutztruppe anderer Sektionen, insbesondere der Schwimmer, und des jüdischen Viertels gegenüber antisemitischen Angriffen von Bedeutung. Baar schreibt: „Da kannten die Ringer kein Pardon, und oft wurden antisemitische Angreifer mit blutigen Schädeln heimgeschickt.“

### Tischtennis
Schon bald nach der Gründung im Jahre 1909 entstand auch eine Tischtennissektion. Als Spiellokal diente die Tischtennishalle Paul Flußmanns in der Taborstraße. Filip Bruckner (geb. 1881 in Obritz; gest. 1942) war der erste Sektionsleiter. Viele Aktive gehörten zur österreichischen Spitzenklasse, etwa Ferry Weiss, Karl Fischer, Richard Bergmann, Otto Pfefferbaum, Adolf Pompan, Egon Altmann (geb. 1916) bei den Herren sowie Anastasia Flußmann, Erie Reiss, Zita Lemos bei den Damen. Ab 1935 fanden die Aktivitäten im Cafe Atlashof am Franz-Josefs-Kai statt, J.Jäger wurde neuer Sektionsleiter. Nach dem Zweiten Weltkrieg wurde die Tischtennissektion neu gegründet. Isaak Blumenfeld führte die Sektion, in seinem Cafe Neubau wurde gespielt. Walter Filip (1950–2022) war langjähriger Sektionsleiter der Tischtennis-Sektion.

### Judo

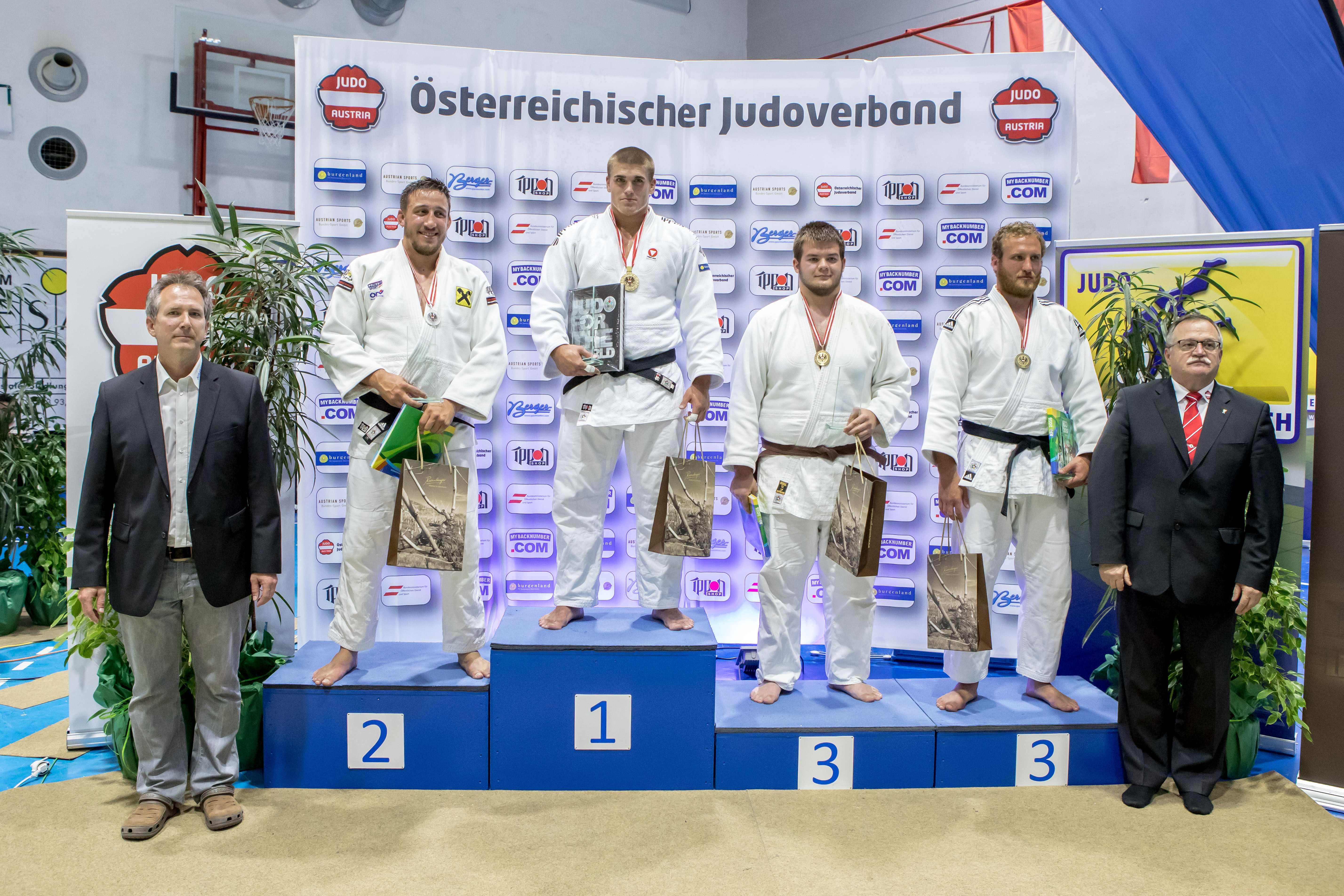
Stephan Hegyi gewinnt die Staatsmeisterschaften

2014 wurde Peter Seisenbacher als Trainer verpflichtet. Ihm folgte Stephan Hegyi. Aktuell ist dieser der erfolgreichste Judoka der Sektion. Zu seinen größten Erfolgen zählen 2 Bronzemedaillen bei Europameisterschaften (2018, 2019).

#### Erfolge
- 2009: Julia Pfeifer (+78 kg) Staatsmeisterin[31]

## Film
Die Geschichte von sieben ehemaligen Hakoah-Meisterschwimmerinnen, die Wien nach dem Anschluss Österreichs verlassen mussten, schildert der mehrfach preisgekrönte Dokumentarfilm Watermarks des israelisch-amerikanischen Regisseurs Yaron Zilberman (2004). Unter anderem gewann der Film beim Palm Springs International Film Festival 2005 den Audience Award.

## Theater
Von der österreichisch-israelischen Autorin Yael Ronen (geb. 1976 in Jerusalem), deren Großvater Wolf Fröhlich in der Leichtathletik-Abteilung des Vereins aktiv war, stammt das Theaterstück Hakoah Wien. Es wurde 2012 mit großem Erfolg am Schauspielhaus Graz uraufgeführt.